# 阿本·庫卡那
阿本·庫卡那（1967年9月18日—）是一名阿爾巴尼亞射擊運動員，曾代表國家參加2012年倫敦奧運的男子10米空氣手槍比賽及男子50米手槍比賽，但未能獲獎。